# Куликов, Вячеслав Онуфриевич
Вячесла́в Ону́фриевич Кулико́в (1915 — 2005) — советский хозяйственный руководитель, директор Карагандинского металлургического завода и Мариупольского металлургического завода имени Ильича.

## Биография
Родился в селе Нестеровка Винницкой области в семье учителей.
Начал работать в 1932 году после окончания ФЗУ Макеевского металлургического завода — строгальщиком, чертёжником, конструктором Донецкого металлургического завода. В 1938 году окончил Донецкий политехнический институт по специальности инженер-сталеплавильщик. С 1939 по 1946 год работал в городе Серов — мастером, помощником начальника по ремонту и заместителем начальника мартеновского цеха. С 1947 года работал в Макеевке — заместителем начальника и начальником мартена и в течение 8 лет — главным инженером завода, затем 3 года — директором Карагандинского металлургического завода в Темиртау.
После непродолжительной работы в Совнархозе В. О. Куликов с сентября 1963 по декабрь 1969 года был директором завода имени Ильича (Мариуполь). С завода ушёл в Минчермет УССР первым заместителем министра. В 1973 — 1987 годах работал заместителем председателя, первым заместителем председателя Государственного комитета СССР по материально-техническому снабжению (Госснаб СССР).
Автор ряда печатных работ и изобретений.

## Награды
22 марта 1966 года В. О. Куликову присвоено звание Героя Социалистического труда.
Награждён двумя орденами Красной Звезды, орденами Трудового Красного Знамени, Ленина, медалями.